# ایالت آزاد لیپه
ایالت آزاد لیپه (به آلمانی: Freistaat Lippe) یک ایالت آلمانی بود که پس از انقلاب ۱۹۱۸–۱۹۱۹ آلمان در جمهوری وایمار به وجود آمد.

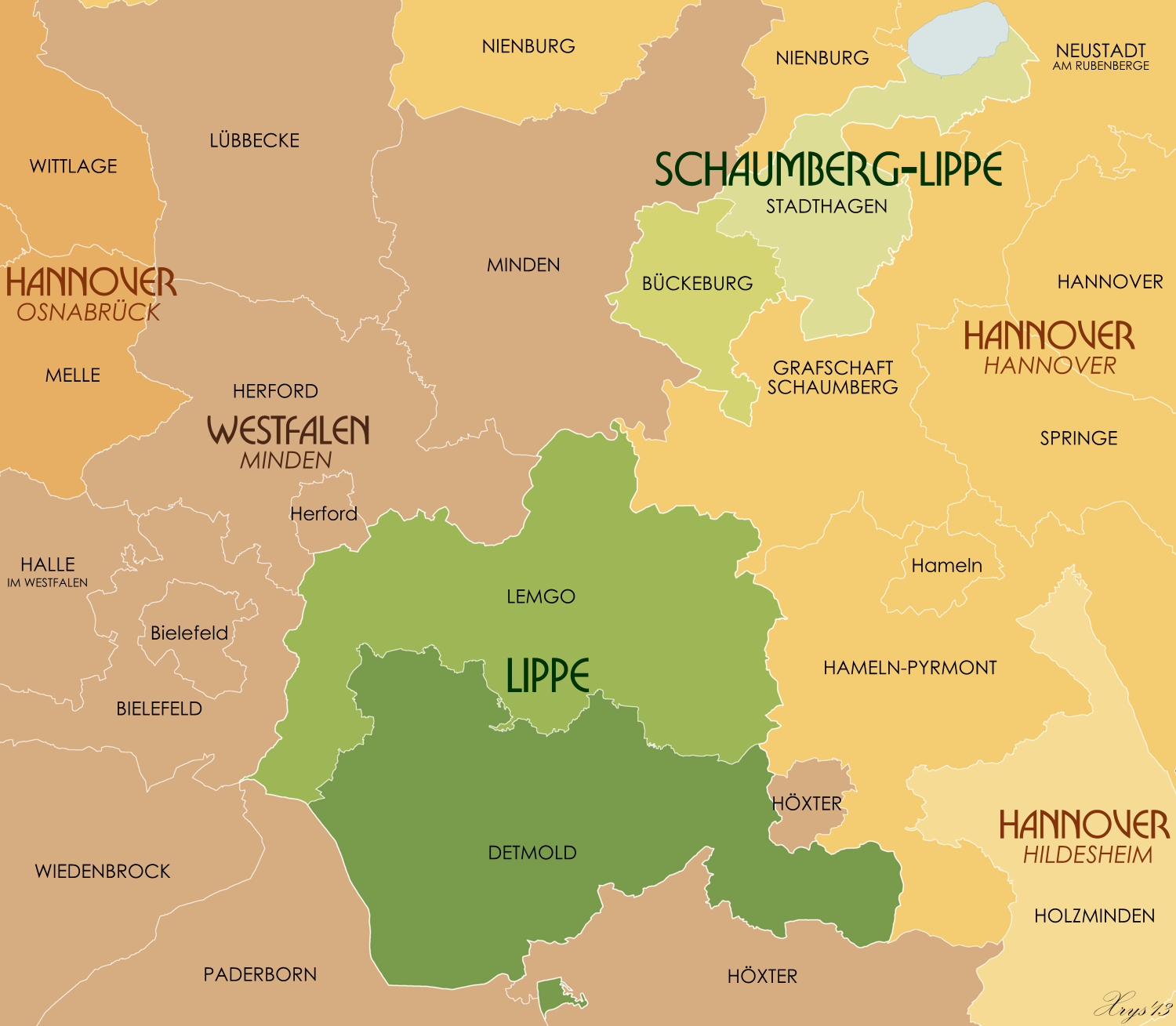

پس از پایان جنگ جهانی دوم و شکست نازی‌ها، ایالت آزاد لیپه نیز دوباره احیا شد.اما این خودمختاری به طول نینجامید و در ژانویه ۱۹۴۷ این ایالت به ایالت نوردراین-وستفالن ملحق شد.